# Zoran Jerin
Zoran Jerin, slovenski novinar, urednik in pisatelj, * 13. februar 1925, Celje, † 6. februar 2005, Ljubljana.

## Življenjepis
Jerin je študiral na Fakulteti za strojništvo v Ljubljani, a se je že leta 1952 posvetil novinarstvu, najprej pri Poletu, nato pri Slovenskem poročevalcu in nato pri Delu. Bil je urednik revije Tedenska Tribuna (TT), Tiska za mladino in razvedrilo ter Radarja. Pri Planinski zvezi Slovenije je bil od 1963 – 2005 član komisije za odprave v tuja gorstva. Za življenjsko delo v novinarstvu je 1987 prejel Tomšičevo nagrado.

## Književno delo
S popotovanj po Himalaji je napisal knjigi: Vzhodno od Katmanduja (Mladinska knjiga, Ljubljana, 1965) in Himalaja rad te imam (Mladinska knjiga, 1978). Kot soavtor pa je sodeloval pri knjigah Makalu (Mladinska knjiga,  1974), Kangbačen (Mladinska knjiga, 1976), Na vrh sveta (Mladinska knjiga, 1979) ter Letalstvo in Slovenci II (Borec-Mladika, Ljubljana, 1990).